# Bahnhofstraße 23 (Hattingen)

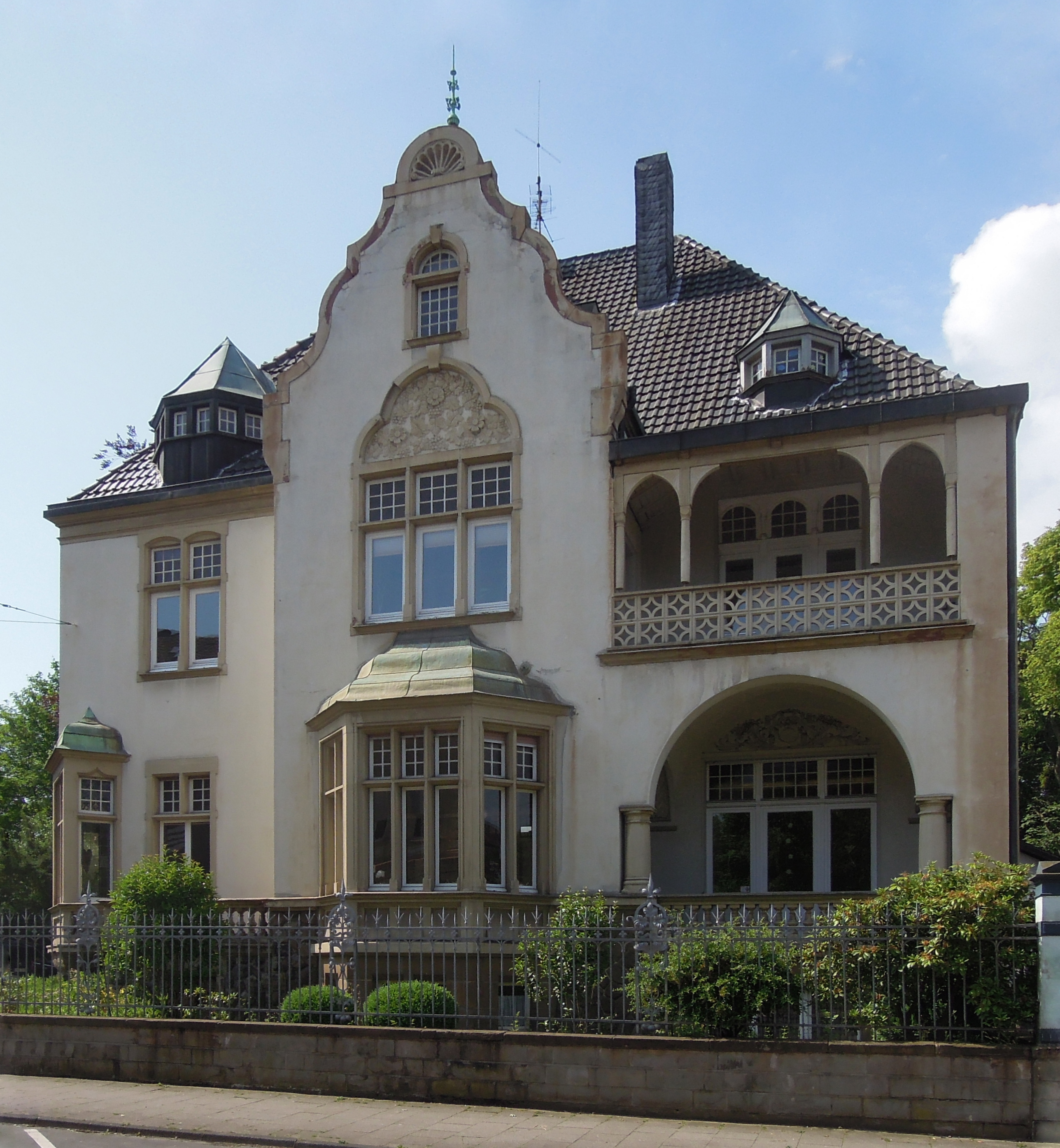
2015

Die Villa an der Bahnhofstraße 23 in Hattingen im Ennepe-Ruhr-Kreis von Nordrhein-Westfalen wurde um 1900 im Jugendstil errichtet. Sie ist zweigeschossig. Sie grenzt an das Grundstück der Kirche St. Peter und Paul an. 
Das Gebäude ist heute Sitz der Caritas Ruhr-Mitte, die im September 2022 aus der Fusion der Caritas Ennepe-Ruhr-Kreis sowie der Caritas Bochum und Wattenscheid e.V. hervorgegangen ist.
Die Villa ist in die Liste der Baudenkmäler in Hattingen eingetragen.